# Vernou-en-Sologne
Pour les articles homonymes, voir Vernou.
Vernou-en-Sologne est une commune française située dans le département de Loir-et-Cher, en région Centre-Val de Loire.

## Géographie

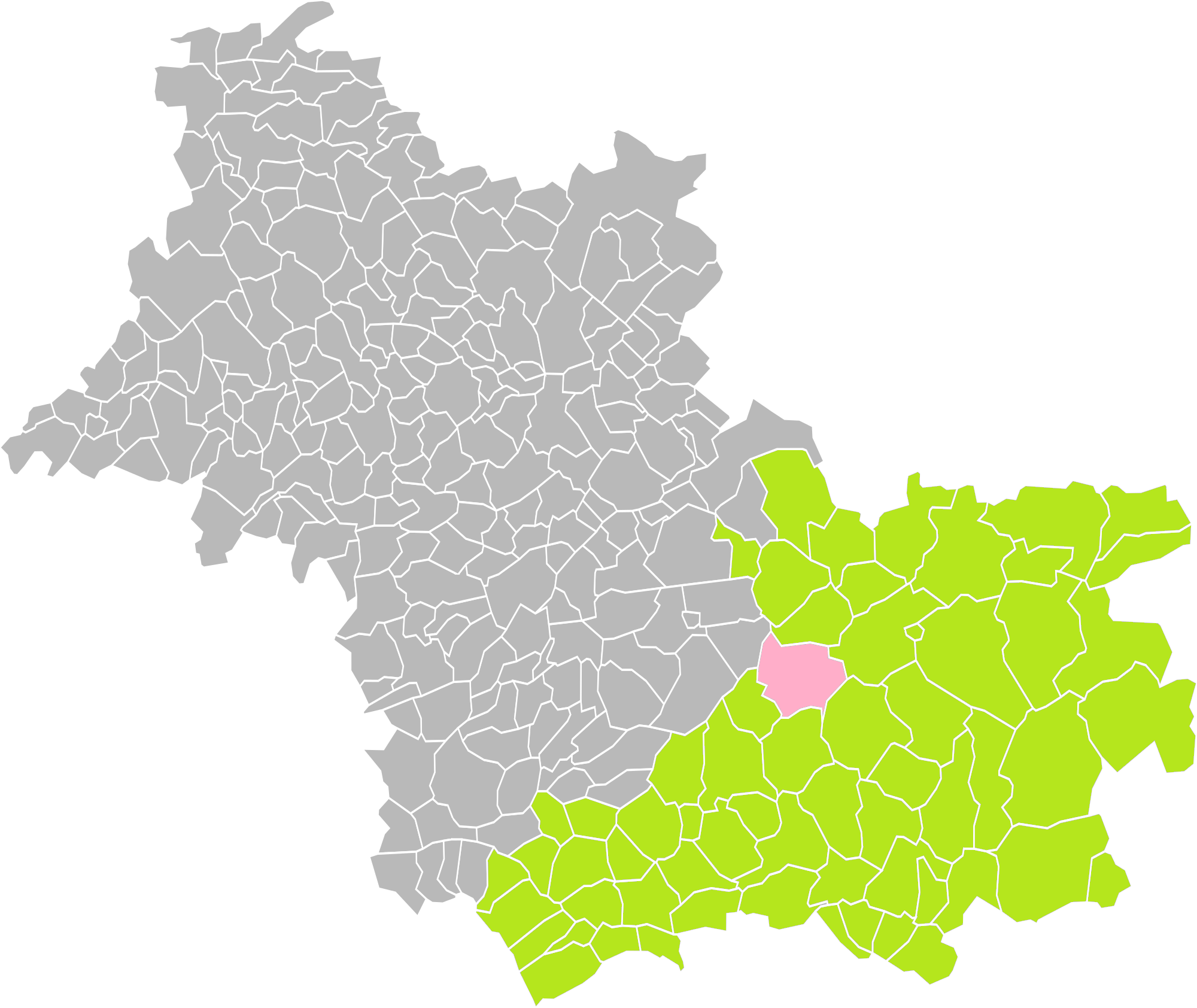
Localisation de la commune de Vernou-en-Sologne dans l'arrondissement de Romorantin-Lanthenay (Loir-et-Cher).

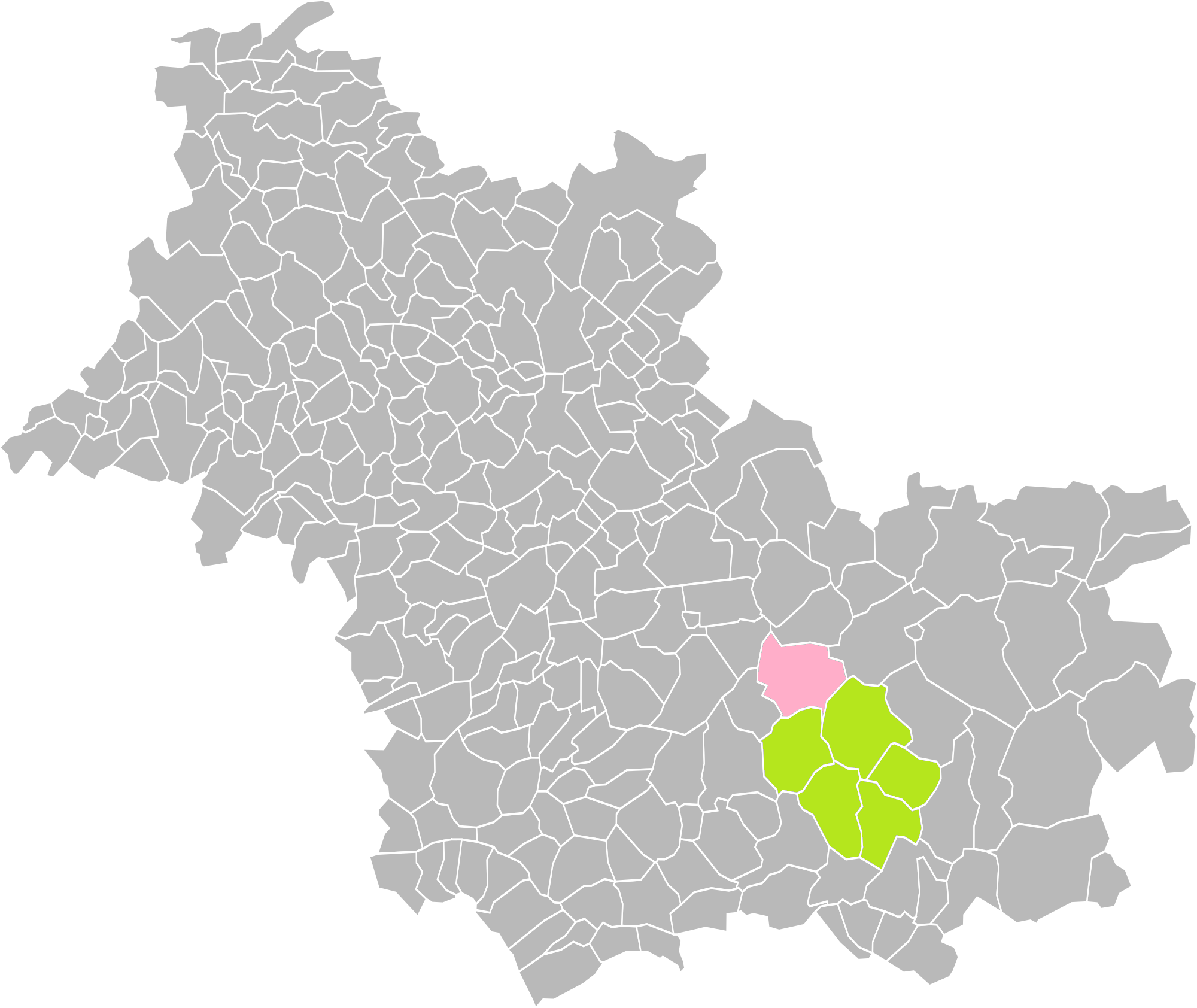
Localisation de la commune de Vernou-en-Sologne dans le canton de Romorantin-Lanthenay (Loir-et-Cher).

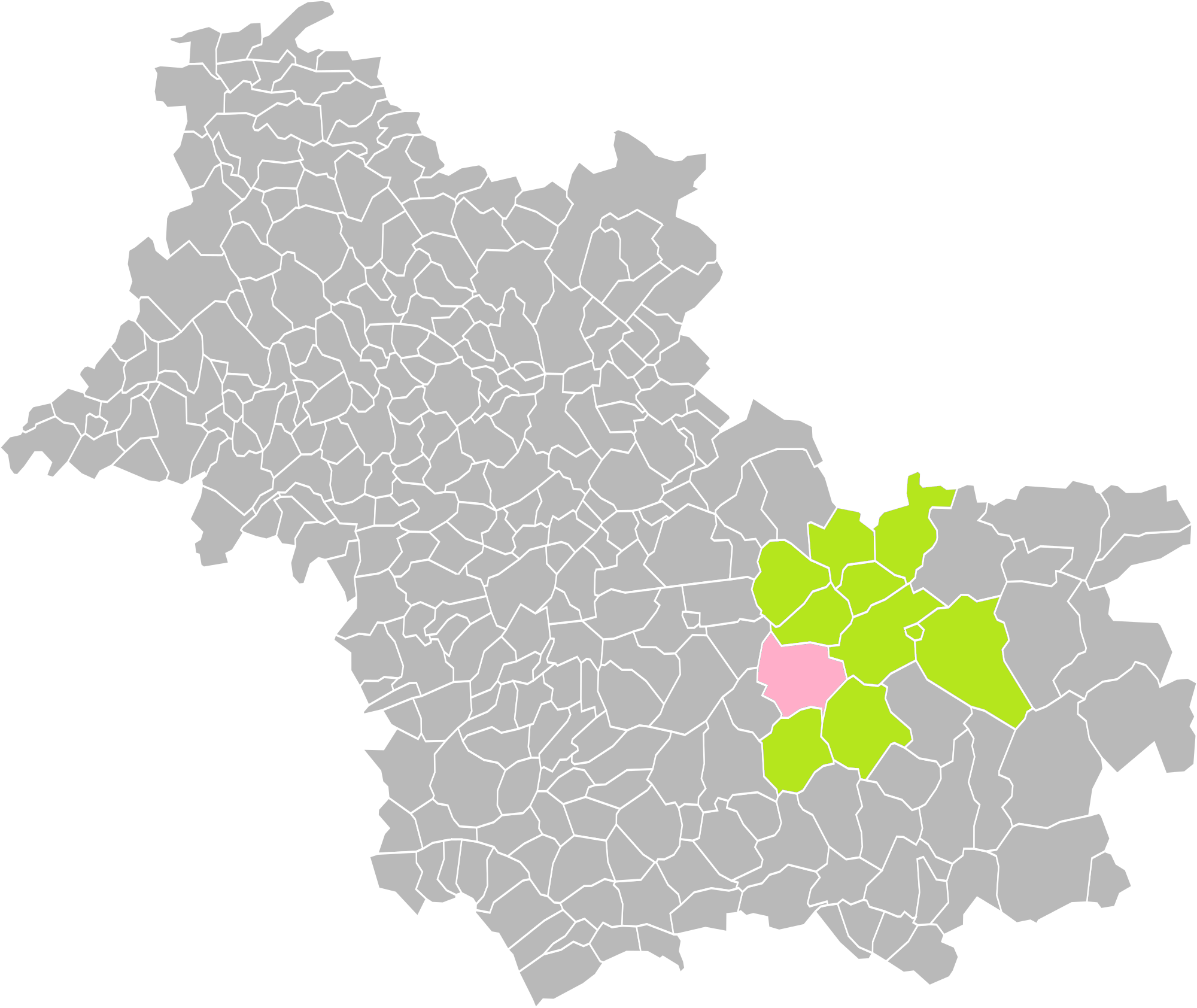
Localisation de la commune de Vernou-en-Sologne dans la Communauté de communes de la Sologne des Étangs (Loir-et-Cher).

Petit village du Loir-et-Cher dans la région Centre, Vernou-en-Sologne fait partie du canton de Romorantin-Lanthenay Nord. Romorantin-Lanthenay est d'ailleurs la plus grande ville à proximité de Vernou-en-Sologne. Elle est située à 17 km au sud-est de la commune.
Son altitude la plus basse est de 82 m et la plus haute 116 m. L'altitude moyenne de la commune est de 99 mètres et la mairie est à une altitude de 88 mètres.
Son code postal est 41 230 tout comme 7 autres localités (Courmemin, Gy-en-Sologne, Lassay-sur-Croisne, Mur-de-Sologne, Rougeou, Soings-en-Sologne et Veilleins).
Sa superficie s'étend sur 5 384 hectares et sa population était de 572 habitants au recensement de 2006. Soit une densité d'environ 11,1 hab./km2 (sources Insee).
Vernou-en-Sologne est classée 15e commune du Loir-et-Cher en termes de superficie sur un total de 291. La commune est membre de la communauté de communes de la Sologne des Étangs.
L'IGN a déterminé que Vernou-en-Sologne est le centre géographique de la région Centre-Val de Loire.

### Hydrographie
La commune est traversée par trois rivières :
- le Beuvron est une rivière française qui traverse les départements du Loiret, du Cher et du Loir-et-Cher. C'est un affluent de la Loire. Long d'environ 115 km, le Beuvron prend sa source à 160 mètres d'altitude à Coullons-en-Sologne dans le Loiret et se jette dans la Loire à Candé-sur-Beuvron dans le Loir-et-Cher. Le débit moyen annuel de la rivière est de 6,07 m3/s[2]. La rivière doit son nom aux castors qui la peuplaient au Moyen Âge et qui étaient désignés sous le nom de bièvres ;
- le Néant est une rivière française longue de 40,7 km qui traverse six communes (Montrieux-en-Sologne, Neung-sur-Beuvron, Nouan-le-Fuzellier, Pierrefitte-sur-Sauldre, Saint-Viatre, Vernou-en-Sologne) avant de se jeter dans le Beuvron ;
- la Bonneure est rivière de Sologne, longue de 30 km, dont le nom est parfois écrit Bonne Heure, et dont le cours est jalonné d'étangs ; elle naît à Millançay, passe à Vernou-en-Sologne et conflue avec le Beuvron, rive gauche, à Bracieux[3].

Les étangs sont nombreux sur la commune ; ils représentent 10,80 % de sa surface totale.

### Climat
Pour des articles plus généraux, voir Climat du Centre-Val de Loire et Climat de Loir-et-Cher.
En 2010, le climat de la commune est de type climat océanique dégradé des plaines du Centre et du Nord, selon une étude du CNRS s'appuyant sur une série de données couvrant la période 1971-2000. En 2020, Météo-France publie une typologie des climats de la France métropolitaine dans laquelle la commune est exposée à un climat océanique altéré et est dans la région climatique  Moyenne vallée de la Loire, caractérisée par une bonne insolation (1 850 h/an) et un été peu pluvieux. 
Pour la période 1971-2000, la température annuelle moyenne est de 11,3 °C, avec une amplitude thermique annuelle de 15,4 °C. Le cumul annuel moyen de précipitations est de 671 mm, avec 10,7 jours de précipitations en janvier et 6,7 jours en juillet. Pour la période 1991-2020, la température moyenne annuelle observée sur la station météorologique de Météo-France la plus proche, « Montrieux », sur la commune de Montrieux-en-Sologne à 7 km à vol d'oiseau, est de 12,0 °C et le cumul annuel moyen de précipitations est de 672,2 mm,. Pour l'avenir, les paramètres climatiques de la commune estimés pour 2050 selon différents scénarios d'émission de gaz à effet de serre sont consultables sur un site dédié publié par Météo-France en novembre 2022.

### En France
| Ville    | Rennes | Montpellier | Marseille | Nice   | Lyon   | Toulouse | Bordeaux | Strasbourg | Paris  | Nantes | Lille  | Reims  |
| -------- | ------ | ----------- | --------- | ------ | ------ | -------- | -------- | ---------- | ------ | ------ | ------ | ------ |
| Distance | km     | 465 km      | 549 km    | 605 km | 309 km | 433 km   | 344 km   | 466 km     | 159 km | 248 km | 362 km | 262 km |

Les villages voisins de Vernou-en-Sologne :

## Urbanisme

### Typologie
Au 1er janvier 2024, Vernou-en-Sologne est catégorisée commune rurale à habitat dispersé, selon la nouvelle grille communale de densité à sept niveaux définie par l'Insee en 2022.
Elle est située hors unité urbaine et hors attraction des villes,.

## Toponymie
Le nom de la localité, simplement nommée Vernou au moment de la Révolution, est attesté comme « Vernetum » en 1130 puis « Vernotum » en 1369[réf. souhaitée]. Il s'agit sans doute du « vernoialos » celtique[réf. souhaitée], qui désigne un lieu marécageux planté d'aulnes. Les Gaulois avaient pour habitude de s'implanter près de point d'eau[réf. souhaitée]. L'aulne (localement appelé verne ou vergne) est un arbre qui pousse dans les zones humides ou marécageuses, à l'image de la Sologne. Le village semble ainsi avoir été construit sur une aulnaie défrichée, et tirerait son nom, sur le même modèle que Pruniers-en-Sologne, de cette essence d'arbre. De plus, les Gaulois considéraient l'aulne comme l'un des sept arbres du bosquet sacré des druides et était lié aux éléments eau et air.
Vernou-en-Sologne devint le nom officiel de la commune en pleine Première Guerre mondiale par un décret du 14 octobre 1915, permettant ainsi une différenciation avec ses 2 communes homonymes.
Les habitants s'appellent les Vernussois et les Vernussoises.

## Histoire

### Moyen âge et Ancien régime
L'église fut cédée en 1130 par Jean II, évêque d'Orléans, à l'abbaye Saint-Mesmin de Micy, dans l'ancien diocèse d'Orléans.
L'ancienne paroisse de Villeneuve, rattachée à Vernou, possédait une église Saint-Jean-Baptiste, aujourd'hui transformée en dépendance du château.
Jeanne d'Arc y serait passée le 7 juin 1429.

### XIXeetXXesiècles
Dans la nuit du 30 juin au 1er juillet 1944, les alliés britanniques avaient programmé le bombardement du nœud ferroviaire de Vierzon. Le 30 juin à 22 h 18, 198 bombardiers de type « Lancaster » de la Royal Air Force décollaient de la région de Grimsby à 260 km au nord de Londres. En 25 minutes, deux vagues de bombardiers larguèrent 1 550 bombes sur la ville de Vierzon. Sur le chemin du retour, un Lancaster fut atteint par les tirs d'un chasseur allemand. Il s'abattit en flammes à Vernou-en-Sologne. Les 7 hommes d'équipage périrent.
Malgré l'interdiction des Allemands, l'enterrement eut lieu le dimanche à l'église avec fleurs et drapeaux au cimetière. Quand les Allemands arrivèrent, les fleurs furent cachées. Au cimetière, les croix de bois dressées lors de l'inhumation ont été remplacées par des stèles de pierre sur lesquelles sont gravés les nom, grade et âge de chacun des aviateurs anglais et canadiens. Le plus jeune avait 19 ans, le plus âgé 26.
En 1988, un monument commémoratif a été érigé sur le lieu du crash.

## Politique et administration
| Période | Période  | Identité                                  | Étiquette | Qualité |
| ------- | -------- | ----------------------------------------- | --------- | ------- |
| 1837    | 1868     | Charles Maximilien Laugier de Beaurecueil |           |         |
| 1900    | 1904     | Louis Moreau                              |           |         |
| 1904    | 1908     | Louis Clément Moreau                      |           |         |
| 1908    | 1919     | Louis Clément Moreau                      |           |         |
| 1919    | 1931     | Ernest Moreau                             |           |         |
| 1931    | 1935     | Paul Bouquin                              |           |         |
| 1935    | 1947     | Désiré Chausset                           |           |         |
| 1947    | 1959     | Georges Lefevre                           |           |         |
| 1959    | 1967     | Jean Chery                                |           |         |
| 1967    | 1969     | Goury du Roslan                           |           |         |
| 1969    | 1991     | Achille Meunier                           |           |         |
| 1991    | 1995     | Paul Boutron                              | PCF       |         |
| 1995    | 2008     | Pierre Moreau                             |           |         |
| 2008    | 2019     | Jack Terrier                              |           |         |
| 2020    | En cours | Nicolas Deguine                           | DVD       |         |

## Population et société

### Démographie

#### Évolution démographique
L'évolution du nombre d'habitants est connue à travers les recensements de la population effectués dans la commune depuis 1793. Pour les communes de moins de 10 000 habitants, une enquête de recensement portant sur toute la population est réalisée tous les cinq ans, les populations de référence des années intermédiaires étant quant à elles estimées par interpolation ou extrapolation. Pour la commune, le premier recensement exhaustif entrant dans le cadre du nouveau dispositif a été réalisé en 2006.

En 2022, la commune comptait 557 habitants, en évolution de −10,59 % par rapport à 2016 (Loir-et-Cher : −1,15 %, France hors Mayotte : +2,11 %).
| 1793 | 1800 | 1806 | 1821 | 1831 | 1836 | 1841 | 1846 | 1851 |
| ---- | ---- | ---- | ---- | ---- | ---- | ---- | ---- | ---- |
| 862  | 757  | 880  | 832  | 865  | 849  | 776  | 906  | 909  |

| 1856 | 1861 | 1866 | 1872 | 1876 | 1881 | 1886 | 1891 | 1896 |
| ---- | ---- | ---- | ---- | ---- | ---- | ---- | ---- | ---- |
| 883  | 873  | 885  | 881  | 885  | 947  | 915  | 894  | 948  |

| 1901 | 1906  | 1911  | 1921 | 1926 | 1931 | 1936 | 1946 | 1954 |
| ---- | ----- | ----- | ---- | ---- | ---- | ---- | ---- | ---- |
| 927  | 1 020 | 1 035 | 924  | 925  | 903  | 843  | 813  | 784  |

| 1962 | 1968 | 1975 | 1982 | 1990 | 1999 | 2006 | 2011 | 2016 |
| ---- | ---- | ---- | ---- | ---- | ---- | ---- | ---- | ---- |
| 705  | 621  | 528  | 502  | 543  | 524  | 572  | 613  | 623  |

| 2021 | 2022 | - | - | - | - | - | - | - |
| ---- | ---- | - | - | - | - | - | - | - |
| 582  | 557  | - | - | - | - | - | - | - |

#### Pyramide des âges
La population de la commune est relativement jeune.
En 2018, le taux de personnes d'un âge inférieur à 30 ans s'élève à 32,6 %, soit au-dessus de la moyenne départementale (31,3 %). À l'inverse, le taux de personnes d'âge supérieur à 60 ans est de 28,8 % la même année, alors qu'il est de 31,6 % au niveau départemental.
En 2018, la commune comptait 318 hommes pour 308 femmes, soit un taux de 50,8 % d'hommes, largement supérieur au taux départemental (48,55 %).
Les pyramides des âges de la commune et du département s'établissent comme suit.
| Hommes | Classe d’âge | Femmes |
| ------ | ------------ | ------ |
| 0,9    | 90 ou +      | 0,6    |
| 6,3    | 75-89 ans    | 10,0   |
| 20,1   | 60-74 ans    | 19,7   |
| 18,6   | 45-59 ans    | 19,2   |
| 19,4   | 30-44 ans    | 20,0   |
| 14,9   | 15-29 ans    | 13,4   |
| 19,8   | 0-14 ans     | 17,1   |

| Hommes | Classe d’âge | Femmes |
| ------ | ------------ | ------ |
| 1,1    | 90 ou +      | 2,6    |
| 9,2    | 75-89 ans    | 11,9   |
| 19,7   | 60-74 ans    | 20,4   |
| 20,7   | 45-59 ans    | 20     |
| 16,5   | 30-44 ans    | 16,2   |
| 15,2   | 15-29 ans    | 13,2   |
| 17,6   | 0-14 ans     | 15,7   |

#### Évolution et structure de la population
Entre 1999 et 2006, le nombre d'habitants de la commune est passé de 523 à 572 soit une augmentation de 49 résidents (+ 8,56 %).
Le taux de natalité se situe à 9,2 ‰, ce taux est inférieur à la moyenne nationale qui se situe à 11,8 ‰.
Le taux de mortalité est de 10 ‰ alors que le taux national est de 8,7 ‰.
La tranche d'âge la plus représentée sur la commune est celle des 45-59 ans avec 21,32 % des 572 habitants, suivi des 0-14 ans et 15-29 ans avec 18 %, des 30-44 ans avec 17,6 %, les 60-74 ans avec 16,7 %. La part des 75-89 ans et 90 ans et plus ne représentent respectivement que 7,5 % et 0,5 %.
En 2006, 63,1 % des habitants de la commune y résidaient depuis 5 ans ou plus et 17,8 % résidaient dans une autre commune avant de venir s'installer à Vernou-en-Sologne.
281 personnes soit 49,12 % des habitants de Vernou résidaient depuis 10 ans ou plus.

#### Logement
76,8 % des habitations de Vernou-en-Sologne sont des résidences principales et 17 % des logements sont des résidences secondaires.
94 % des logements de la commune sont de type « maison individuelle » et 43,4 % d'entre elles comportent 5 pièces ou plus.
Une majorité des habitations sont de type ancien, 38,8 % des logements de la commune ont été construits avant 1949 ; 18,5 % entre 1949 et 1974 ; 27,6 % entre 1975 et 1989 et seulement 15,1 % entre 1990 et 2003.
L'ancienneté de résidence moyenne est de 19 ans pour les 64 %  propriétaires de leur logement et de 5 ans pour les 31 % de locataires.
87,6 % des habitants de Vernou disposent d'au moins une voiture ; 45,5 % d'une seule voiture et 42,1 % de deux voitures.

#### Emploi et population active
La part des actifs de la commune représente 70,8 % contre 71,5 % au niveau national. 65,4 % sont en emploi et 5,4 % sont actuellement à la recherche d'une activité professionnelle.
Les inactifs représentent 29,2 % de la population de Vernou-en-Sologne : 6,3 % sont élèves, étudiants ou stagiaires et 13,1 % sont retraités ou préretraités.
Le taux d'emploi le plus important 82,9 % est représenté par la tranche des 25-54 ans. Cette même tranche représente un taux d'emploi de 73,6 % pour les femmes et de 92,5 % pour les hommes.
Sur la commune le chômage touche de manière plus importante les femmes de la tranche 15-24 ans.

#### Diplômes et formations
18,9 % des 15 ans et plus de la commune sont sortis du système scolaire sans diplôme, 29,8 % après obtention d'un CAP ou d'un BEP, 14 % avec un baccalauréat et seulement 7 % avec un diplôme de niveau Bac+2.

#### Formes et conditions d'emploi
86,4 % des personnes ayant un emploi sur Vernou-en-Sologne sont actuellement sous le statut de salarié, 80,2 % d'entre eux sont employés en contrat à durée indéterminée ou sont titulaires de la fonction publique et 4,5 % sont employés en contrat à durée déterminée.
Les non-salariés (employeurs ou indépendants) représentent 13,5 % des personnes en emploi sur la commune.

#### Famille et situation matrimoniale
La commune de Vernou-en-Sologne comptait en 2006, 36 % de célibataire, 48,2 % de couple marié, 10 % de veuf (veuve), 5,8 % de divorcé.
L'état matrimonial des habitants de la commune est à l'image des pourcentages nationaux.

## Vie associative
La commune compte une dizaine d'associations :
- Le club bouliste,
- La gymnastique volontaire,
- La bibliothèque,
- L'association multimédia - Sologne des étangs,
- Le tennis club de la Sologne des étangs,
- Football l'US Courmemin- Vernou,
- Le comité des fêtes,
- Le club de billard,
- L'Union Nationale des Combattants,
- L'Union Nationale des Retraités Personnes Âgées.

## Lieux et monuments

### Architecture religieuse
L'église de Vernou est du style gothique angevin du XIIIe siècle. Elle fut restaurée aux XVe et XVIe siècles avec un chevet plat, un beau portail en tiers point et des modillons sculptés en haut des murs.
Église du XIIIe siècle qui se composait d'une nef à quatre travées et d'un chœur. Au XVIe siècle, construction d'un bas-côté sud, dont seulement deux travées furent construites. Le chœur et la travée qui le précède reçurent des voûtes dont les caractéristiques se rattachent à l'architecture angevine du XIIIe siècle. Les voûtes des deux travées précédentes datent de la fin du XVe siècle ou du début du XVIe siècle. La partie du XVIe siècle comporte des chapiteaux Renaissance avec feuillages et personnages. Au-dessus de la première travée se dresse un clocher en charpente dont l'accès se fait par une tourelle du XVIe siècle, à pans en briques et pierres.
Elle a été inscrite au titre des Monuments historiques le 6 janvier 1926.
L'église Notre-Dame de Vernou (parfois appelée Sainte-Marie de Vernou) a été concédée en 1130 par l'évêque d'Orléans, Jean II, à l'abbaye de Saint-Messin. Elle fut reconstruite au siècle suivant dans le style gothique angevin. Mais elle a subi par la suite divers remaniements. Elle fut restaurée en 1896 par A. Chauvallon, architecte à Romorantin.

### Vestiges préhistoriques et antiques
Dans le lit du ruisseau de la Bonne Heure à l'est de Vernou, lors du remplacement de l'œillard de l'étang de Grozons, a été trouvée en 1948 une belle hache bipenne décorée de deux nervures sur le pourtour des faces, tranchants ébréchés, un flanc détérioré par un grand éclat (collections préhistoriques, musée de Romorantin).

### Architecture civile
- Château de la Borde : Il date de la première moitié du XVIIe siècle. D'architecture classique, le château, les dépendances et le parc ont été inscrits au titre des monuments historiques le 24 novembre 1994. Ce château, construit en 1650 pour Guillaume de Flandres a été peu modifié, mais son environnement a évolué avec les modes jusqu'au XIXe siècle (parc paysager). Il comporte un corps central de six travées entre deux pavillons. La pièce lambrissée, attribuée à Jean Berain (1687-1688), a été ramenée au début du XXe siècle de l'hôtel de Mailly à Paris. Au XXe siècle, une galerie a été ajoutée au rez-de-chaussée. Les communs sont regroupés autour d'une cour carrée, et la métairie un peu plus loin. Au milieu d’un grand parc, un canal de 400 m le relie au village.
- Châteaux de Villeneuve : L'ancienne commune de Villeneuve, avec son château du XIXe, son église paroissiale Saint-Jean-Baptiste, édifice du XIe siècle devenu grange, ses écuries, a été rattachée à Vernou en 1845. Situé sur l'antique voie de Beaugency à Romorantin, un péage existait aux XIVe et XVe siècles à Villeneuve sur le Beuvron près du confluent avec le Néant.
- Château de la Motte Louin : Construit en 1838, probablement à l'emplacement d'une motte importante siège d'un château du Moyen Âge aujourd'hui détruit. Communs, pigeonnier et parc.

## Personnalités liées à la commune
- Françoise Xenakis née Gargouil, écrivain et journaliste française est née le 27 septembre 1930 à Blois. Sa mère était la directrice de l'école des garçons de Vernou-en-Sologne. Françoise Xenakis a vécu en Sologne jusqu'à l'âge de 12 ou 13 ans avant de partir vers la région parisienne. Elle fut chroniqueuse littéraire pour Le Matin de Paris ainsi que pour l'émission Télé-matin de France 2.
- Martin Bouygues possède une propriété sur la commune[25].